# Амахостос
Стадіон Амахостос (грец. Γήπεδο 'Αμμόχωστος') — багатоцільовий стадіон у Ларнаці, Кіпр. Зараз він використовується в переважно для проведення футбольних матчів і є тимчасовою домашньою ареною для команди біженців з окупованого міста Фамагуста Неа Саламін Фамагуста.

## Історія
Початковим домашнім стадіоном ФК «Неа Саламіна» був стадіон GSE у Фамагусті, але через турецьку окупацію міста з 1974 року вони не можуть ним користуватися, тому після вторгнення «Неа Саламіна» тимчасово перебрався до Ларнаки, де побудував власний стадіон.
Рішення про будівництво стадіону було прийнято у 1989 році. У грудні того ж року його почали будувати. Завдяки численним пожертвуванням вболівальників «Саламіна» на Кіпрі та за кордоном, а також від Кіпрської спортивної асоціації, стадіон був побудований у короткі терміни.
Перша офіційна гра «Неа Саламіна Фамагуста» на стадіоні відбулася 12 жовтня 1991 року з «Евагорасом Пафосом». «Неа Саламіна» перемогла з рахунком 4–1.
На стадіоні 17 травня 1992 року відбувся фінал чемпіонату Європи з футболу серед юнаків до 16 років між Німеччиною та Іспанією, в якому Німеччина перемогла з рахунком 2–1.
У 1998 році на стадіоні була проведена реконструкція.
Стадіон «Аммохостос» вміщує 5 000 місць і розташований у Ларнаці. Незабаром буде побудовано третій сектор, і стадіон вміщатиме 7 500 осіб.
З 2007 року під південною трибуною стадіону знаходиться житло та офіси ФК «Неа Саламіна».

## Назва
Стадіон Аммохостос, названий на честь міста Фамагуста (грец. Αμμόχωστος; Аммохостос), яке є першим місцем розташування Неа Саламіна.

## Інші команди
Стадіон деякий час використовувався як домашній стадіон ФК «Алкі Ларнака» (2007—2009), «АЕЛ» (Лімасол) (у 2001 році, на невеликий період через поліпшення власного майданчика), «Ерміс» (Арадіппу) (2001—2002, 2010—2012, 2013–14, 2020—2021), «Докса Катокопіас» (2012—2013), «Алкі Орокліні» (2016—2022), «АЕЗ Закакіу» (2023–) та «Отеллос (Атієну)» (2023–).

## Галерея

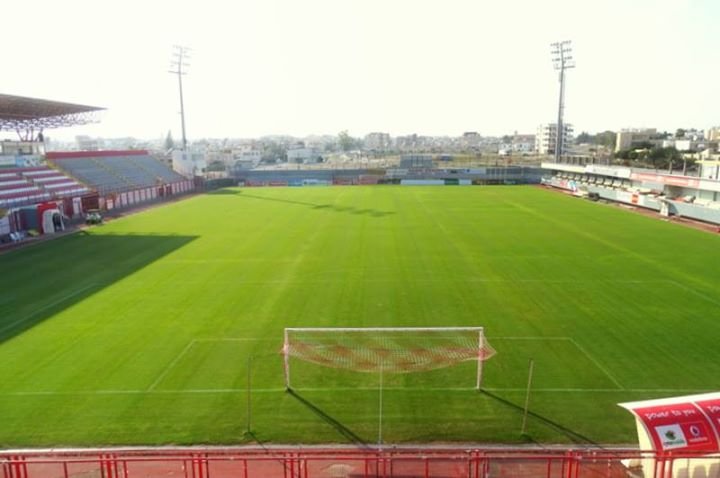
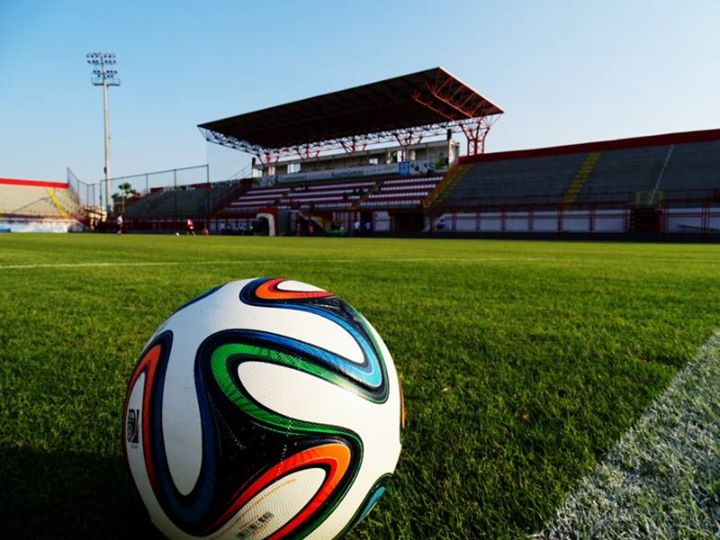
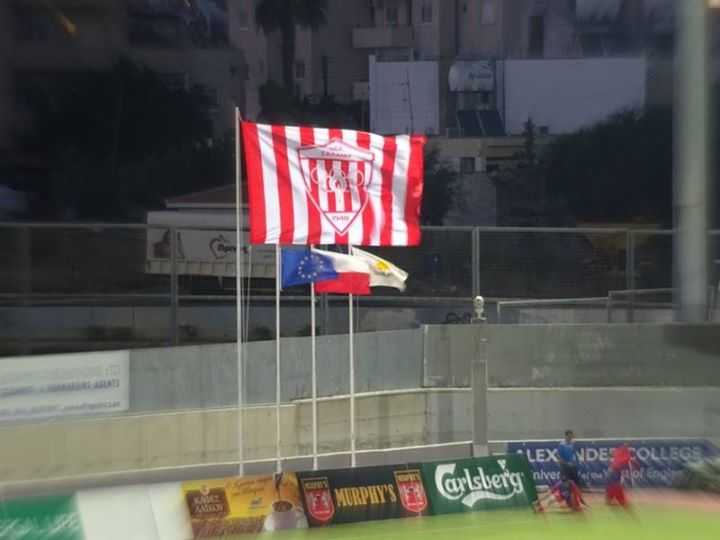
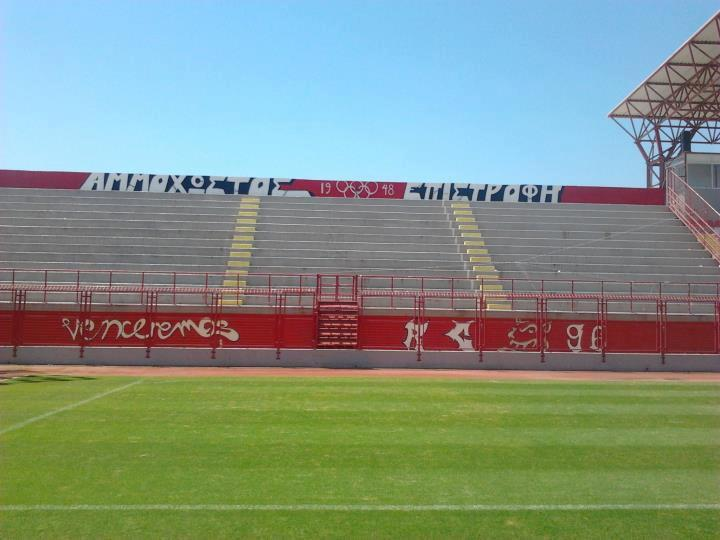
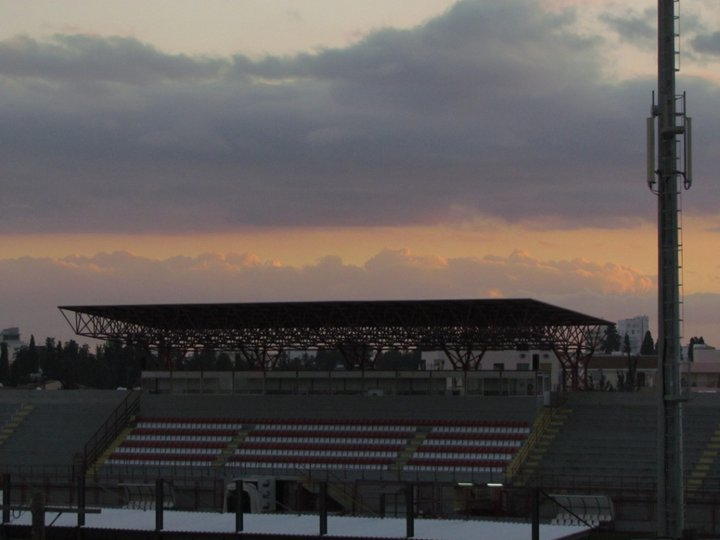
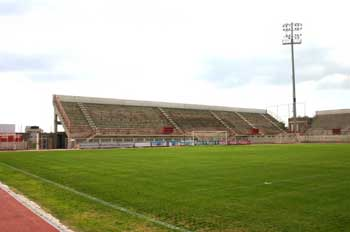
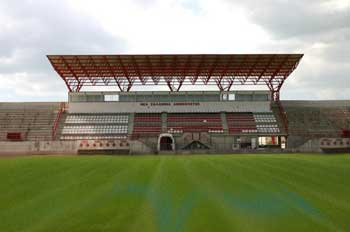
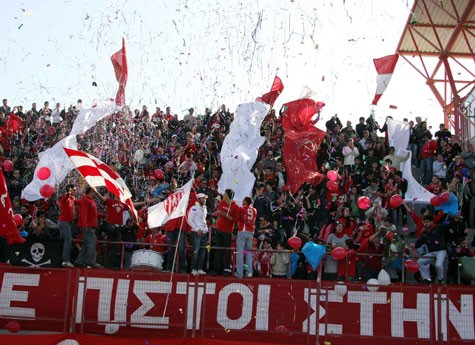
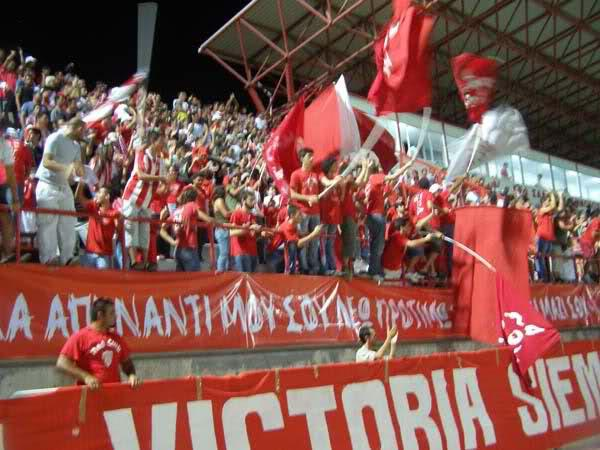
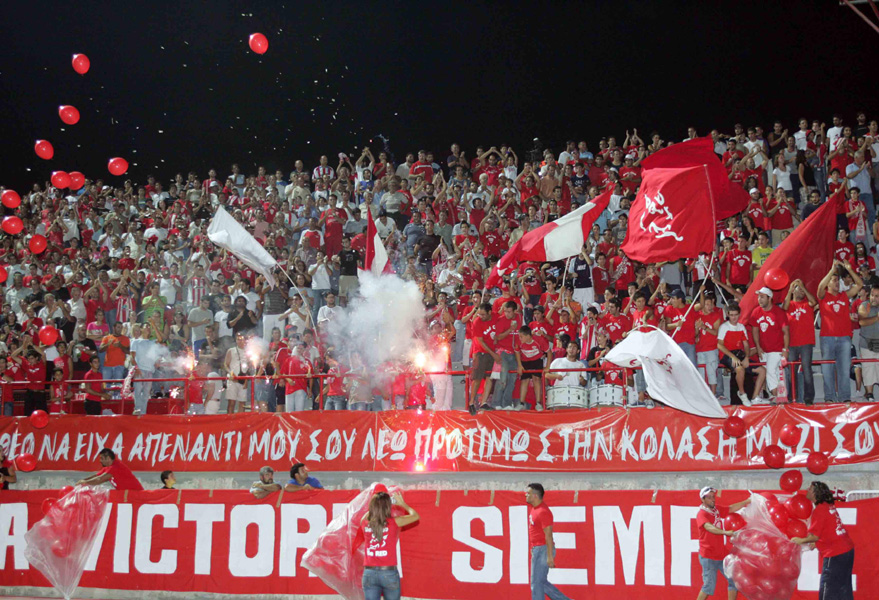